# Vespa binghami
Vespa binghami  (лат.), или шершень Бингхэма — единственный в России вид шершней с ночной активностью. Основной отличительный признак - очень крупные глазки на голове: расстояние от глазков до края сложного глаза меньше диаметра глазка. Видовой эпитет присвоен в честь Чарлза Томаса Бингема.

## Распространение
Обитает в Корее, Китае, Индокитае, Восточной Индии, Бутане; в России встречается подвид Vespa binghami suprunenkoi Birula, 1925, обитающий в Приморском крае, на юге Хабаровского края (окрестности Хабаровска и Анюйский национальный парк), а также на Сахалине.

## Биология
Как у многих видов перепончатокрылых насекомых с ночной активностью, у шершня Бингхэма крупные глазки. Эти осы часто прилетают на источники света; неоднократно отмечался прилёт этих шершней на пахучие приманки в ночное время.